# 神明町 (前橋市)
神明町（しんめいちょう）は、群馬県前橋市の旧町名である。
現在の平和町一丁目、平和町二丁目、岩神町一丁目、大手町三丁目、千代田町一丁目、千代田町三丁目の各一部にあたる。1966年（昭和41年）の住居表示の実施により、平和町一丁目、平和町二丁目、岩神町一丁目、大手町三丁目、千代田町一丁目、千代田町三丁目の各一部となった。

## 地理
前橋市の中部に位置していた。

## 歴史
かつての群馬郡前橋柳小路の一部及び神明小路、向小路の各全域が1873年（明治6年）に合併してできた地名である。
1966年（昭和41年）の住居表示の実施に伴う町名変更により、平和町一丁目、平和町二丁目、岩神町一丁目、大手町三丁目、千代田町一丁目、千代田町三丁目の各一部となり消滅した。

### 年表
- 1889年 神明町を含む30町11大字を合併し東群馬郡前橋町が成立したため、前橋町の町名となる。
- 1892年 東群馬郡前橋町が市制施行して前橋市となる。その際に前橋市の町名となる。
- 1966年 住居表示の実施に伴う町名変更により、北東部が平和町一丁目、北西部が平和町二丁目、西端のごく一部の区域が岩神町一丁目、南西部が大手町三丁目、南部が千代田町一丁目、南東部が千代田町三丁目の各一部となり消滅。